# Russell Hinder
Russell Hinder, né le 10 juillet 1979, à Sydney, en Australie, est un joueur australien de basket-ball. Il évolue aux postes d'ailier fort et de pivot.

## Palmarès
- Champion d'Océanie 2007